# فيليب كازماريك
فيليب كازماريك (بالبولندية: Filip  Kaczmarek )‏ (و. 1966  م) هو سياسي، وصحفي بولندي، ولد في بوزنان.

## مناصب
تولى منصب عضو في البرلمان الأوروبي (14 يوليو 2009–30 يونيو 2014)
- عضو في البرلمان الأوروبي (20 يوليو 2004–13 يوليو 2009)[1]
- عضو سيم  [لغات أخرى]‏.